# Ахмадеев, Галей Авхадеевич
Галей Авхадеевич Ахмадеев (1908—1974) — советский хозяйственный, государственный и политический деятель. Герой Социалистического Труда (1959). Член ВКП(б) с 1940 года.

## Биография
Родился в 1908 году в Петропавловске в татарской семье.
Трудовую деятельность начал в 1926 году.
С 1929 года работал на железнодорожном транспорте в локомотивном депо Курорт-Боровое в Петропавловском округе Казакской АССР. Первое время работал паровозным кочегаром, затем перешёл слесарем в депо. Изучив устройство локомотива вернулся на паровоз уже помощником машиниста, а спустя несколько лет стал машинистом паровоза локомотивного депо Курорт-Боровое Казахской железной дороги Кокчетавской области.
Указом Президиума Верховного Совета СССР от 1 августа 1959 года присвоено звание Героя Социалистического Труда с вручением ордена Ленина и золотой медали «Серп и Молот».
Избирался членом Кокчетавского обкома и Щучинского райкома Компартии Казахстана, депутатом Щучинского городского Совета депутатов трудящихся.
С мая 1964 года — на пенсии. С 1968 года — персональный пенсионер союзного значения. Продолжал являться депутатом горсовета, участвовать на общественных началах в работе поселкового Совета.
Проживал в Щучинском районе Кокчетавской области.
Умер в 1974 году. Похоронен на мусульманском кладбище посёлка Боровое.